# NGC 914
NGC 914 este o radiogalaxie situată în constelația Andromeda. A fost descoperită în 30 noiembrie 1878 de către Édouard Stephan⁠(d). Se află la o distanță de 79,43 de megaparseci de Pământ.